# Roodkophoningvogel
De roodkophoningvogel (Dicaeum trochileum) is een bastaardhoningvogel die alleen voorkomt in Indonesië.

## Kenmerken
De roodkophoningvogel is een kleine, gedrongen vogel die 8 cm lang is. Het mannetje van de roodkophoningvogel is helemaal rood van boven met ook een rode rug en stuit. De onderkant van de staart is blauw tot zwart, de onderkant van de borst en de buik zijn grijs naar beneden aflopend wit. Onvolwassen vogels en vrouwtjes zijn veel minder kleurig, die zijn donker zwartbruin van boven, met een vuilgrijze borst en buik en een rode stuit.

## Verspreiding en leefgebied
De roodkophoningvogel komt voor in het zuiden van Kalimantan en Sumatra, geheel Java en Bali. Daardoor is het een endemische vogelsoort van Indonesië. Het is een algemeen voorkomende vogel van open landschappen, secondair bos en agrarisch gebied.
De soort telt 2 ondersoorten:
- D. t. trochileum: zuidoostelijk Sumatra, Borneo, Java, Bali en de nabijgelegen eilanden.
- D. t. stresemanni: Lombok van de westelijke Kleine Soenda-eilanden.

## Status
De roodkophoningvogel heeft een ruim verspreidingsgebied en daardoor is de kans op uitsterven gering. De grootte van de populatie is niet gekwantificeerd. Er is geen aanleiding te veronderstellen dat de soort in aantal achteruit gaat. Om die redenen staat deze bastaardhoningvogel als niet bedreigd op de Rode Lijst van de IUCN.